# Championnats du monde de triathlon 1991
Les Championnats du monde de triathlon 1991 présentent les résultats des championnats mondiaux de Triathlon en 1991 organisés par la fédération internationale de triathlon.
Ces 3e championnats se sont déroulés à Gold Coast en Australie du 12 au 13 octobre 1991.

## Résultats

### Élite

#### Hommes
| Rang   | Athlète          | Nationalité      | Natation    | Vélo        | Course à pied | Temps           |
| ------ | ---------------- | ---------------- | ----------- | ----------- | ------------- | --------------- |
| Or     | Miles Stewart    | Australie        | 19 min 19 s | 55 min 25 s | 33 min 34 s   | 1 h 48 min 20 s |
| Argent | Rick Wells       | Nouvelle-Zélande | 18 min 48 s | 55 min 59 s | 33 min 34 s   | 1 h 48 min 22 s |
| Bronze | Mike Pigg        | États-Unis       | 19 min 33 s | 55 min 10 s | 33 min 36 s   | 1 h 48 min 22 s |
| 4      | Harold Robinson  | États-Unis       | 19 min 19 s | 55 min 29 s | 33 min 58 s   | 1 h 48 min 49 s |
| 5      | Leandro Macedo   | Brésil           | 19 min 36 s | 57 min 11 s | 32 min 42 s   | 1 h 49 min 33 s |
| 6      | Simon Lessing    | Royaume-Uni      | 19 min 34 s | 58 min 03 s | 32 min 08 s   | 1 h 49 min 48 s |
| 7      | Mark Dragan      | Australie        | 19 min 47 s | 58 min 02 s | 31 min 59 s   | 1 h 49 min 48 s |
| 8      | Stephen Foster   | Australie        | 19 min 46 s | 56 min 55 s | 33 min 15 s   | 1 h 50 min 00 s |
| 9      | Patrick Girard   | France           | 21 min 40 s | 56 min 28 s | 32 min 27 s   | 1 h 50 min 39 s |
| 10     | Jimmy Riccitello | États-Unis       | 20 min 27 s | 55 min 48 s | 34 min 24 s   | 1 h 50 min 40 s |

#### Femmes
| Rang   | Athlète                    | Nationalité | Natation    | Vélo            | Course à pied | Temps           |
| ------ | -------------------------- | ----------- | ----------- | --------------- | ------------- | --------------- |
| Or     | Joanne Ritchie             | Canada      | 21 min 58 s | 1 h 02 min 08 s | 37 min 55 s   | 2 h 02 min 04 s |
| Argent | Terri Smith-Ross           | Canada      | 22 min 27 s | 1 h 02 min 58 s | 36 min 45 s   | 2 h 02 min 10 s |
| Bronze | Michellie Jones            | Australie   | 22 min 05 s | 1 h 03 min 27 s | 37 min 16 s   | 2 h 02 min 49 s |
| 4      | Isabelle Mouthon-Michellys | France      | 22 min 05 s | 1 h 03 min 19 s | 38 min 09 s   | 2 h 03 min 35 s |
| 5      | Catherine Davies           | Espagne     | 22 min 41 s | 1 h 03 min 56 s | 37 min 02 s   | 2 h 03 min 41 s |
| 6      | Carol Montgomery           | Canada      | 22 min 07 s | 1 h 02 min 28 s | 39 min 24 s   | 2 h 04 min 00 s |
| 7      | Sue Schlatter              | Canada      | 23 min 52 s | 1 h 02 min 31 s | 37 min 57 s   | 2 h 04 min 21 s |
| 8      | Joy Hansen                 | États-Unis  | 22 min 04 s | 1 h 04 min 15 s | 38 min 02 s   | 2 h 04 min 23 s |
| 9      | Karen Smyers               | États-Unis  | 22 min 06 s | 1 h 03 min 19 s | 39 min 02 s   | 2 h 04 min 30 s |
| 10     | Jan Ripple                 | États-Unis  | 22 min 03 s | 1 h 03 min 28 s | 39 min 32 s   | 2 h 05 min 05 s |
| 11     | Simone Mortier             | Allemagne   | 22 min 30 s | 1 h 04 min 16 s | 38 min 38 s   | 2 h 05 min 22 s |
| 12     | Ute Schäfer                | Allemagne   | 24 min 02 s | 1 h 02 min 15 s | 40 min 56 s   | 2 h 07 min 13 s |

### Junior

#### Hommes
| Rang   | Athlète          | Nationalité      | Natation | Vélo | Course à pied | Temps |
| ------ | ---------------- | ---------------- | -------- | ---- | ------------- | ----- |
| Or     | Eric Myllymaki   | Canada           |          |      |               |       |
| Argent | Kurt blattma     | Suisse           |          |      |               |       |
| Bronze | Ben Bright       | Nouvelle-Zélande |          |      |               |       |
| 4      | Stéphane Poulat  | France           |          |      |               |       |
| 5      | Jason Harper     | Australie        |          |      |               |       |
| 6      | Ralf Eggert      | Allemagne        |          |      |               |       |
| 7      | Frank Heldoorn   | Pays-Bas         |          |      |               |       |
| 8      | Andrew MacMartin | Canada           |          |      |               |       |
| 9      | Frank Bignet     | France           |          |      |               |       |
| 10     | Mathew Belfield  | Royaume-Uni      |          |      |               |       |

#### Femmes
| Rang   | Athlète           | Nationalité      | Natation | Vélo | Course à pied | Temps |
| ------ | ----------------- | ---------------- | -------- | ---- | ------------- | ----- |
| Or     | Sonja Krolik      | Allemagne        |          |      |               |       |
| Argent | Alexandra Laws    | Australie        |          |      |               |       |
| Bronze | Helena Edmonston  | Australie        |          |      |               |       |
| 4      | Katariina Ebeling | Finlande         |          |      |               |       |
| 5      | Katherine Sodek   | Canada           |          |      |               |       |
| 6      | Heidi Alexander   | Nouvelle-Zélande |          |      |               |       |
| 7      | Natalya Orchard   | Australie        |          |      |               |       |
| 8      | Carola Joerg      | Allemagne        |          |      |               |       |
| 9      | Kathy Walls       | Nouvelle-Zélande |          |      |               |       |
| 10     | Alexandra Stewart | Nouvelle-Zélande |          |      |               |       |

## Tableau des médailles
| Rang  | Nation           | Or | Argent | Bronze | Total |
| ----- | ---------------- | -- | ------ | ------ | ----- |
| 1     | Canada           | 2  | 1      | 0      | 3     |
| 2     | Australie        | 1  | 1      | 2      | 4     |
| 3     | Allemagne        | 1  | 0      | 0      | 1     |
| 4     | Nouvelle-Zélande | 0  | 1      | 1      | 2     |
| 5     | Suisse           | 0  | 1      | 0      | 1     |
| 6     | États-Unis       | 0  | 0      | 1      | 1     |
| Total | Total            | 4  | 4      | 4      | 12    |